# Палмер, Кортленд (младший)
Кортленд Палмер-младший (англ. Courtlandt Palmer Jr., иногда Courtlandt Palmer III; 17 декабря 1871 — 16 декабря 1951) — американский пианист и композитор. Брат Евы Палмер-Сикелианос, оказавший на свою сестру значительное влияние (до разрыва отношений в 1900 году).
Сын Кортленда Палмера (1843—1888), нью-йоркского адвоката, известного как основатель модного в Нью-Йорке Клуба девятнадцатого века и унаследовавшего крупное состояние от Кортленда Палмера-старшего (1800—1874), владельца многочисленной недвижимости. Астроном Генри Дрейпер, женатый на дочери Палмера-старшего Мэри Анне, приходился ему дядей.
Учился игре на фортепиано в Париже у Луи Брейтнера и в Риме у Джованни Сгамбати. Дебютировал на концертной сцене 3 марта 1894 года. На рубеже веков вёл концертную деятельность в разных городах США — в частности, в 1901 г. исполнил Симфонические вариации для фортепиано с оркестром Сезара Франка с Бостонским симфоническим оркестром под управлением Вильгельма Герике. В конечном итоге, однако, отказался от профессиональной карьеры, хотя его способности высоко оценивались профессионалами.
2 декабря 1941 г. исполнил в Вашингтоне премьеру своего фортепианного концерта с Филадельфийским оркестром под управлением Томаса Бичема, в 1942 г. дважды повторил исполнение (с Бичемом и с Леоном Барзеном), сохранились концертные записи. Критика охарактеризовала его музыку как «романтизм образца 1840 года, в отсутствие Чайковского и Рахманинова». Написал также ряд камерных сочинений, песен.
По предложению Палмера Фридерик Макмоннис написал в 1903 г. портрет ещё одной его сестры, Мэй Палмер, и подарил Палмеру на день рожденья; в 1950 г. Палмер передал этот портрет в Метрополитен-музей. Портрет самого Палмера написан Албертом Хертером (1906) и находится в том же музее.